# Irã nos Jogos Olímpicos de Verão de 1960
O Irã competiu nos Jogos Olímpicos de Verão de 1960, realizados em Roma, Itália.